# Lampris immaculatus
Lampris immaculatus of zuidelijke koningsvis is een vissensoort die lijkt op de (gewone) koningsvis. Deze vis is vertegenwoordiger van de familie Lampridae. Volwassen vissen kunnen een lengte bereiken van 1,1 meter en 30 kg wegen.
Lampris immaculatus leeft in de open oceanen meestal op een diepte tussen de 50 en 450 meter. De vis komt voor op het zuidelijk halfrond tussen de 34ste breedtegraad en de randen van Antarctica.